# Садкі (Куявсько-Поморське воєводство)
Садкі (пол. Sadki, нім. Sadke) — село в Польщі, у гміні Садки Накельського повіту Куявсько-Поморського воєводства.
Населення — 1970 осіб (2011).
У 1975-1998 роках село належало до Бидгощського воєводства.

## Демографія
Демографічна структура станом на 31 березня 2011 року:
|          | Загалом | Допрацездатний вік | Працездатний вік | Постпрацездатний вік |
| -------- | ------- | ------------------ | ---------------- | -------------------- |
| Чоловіки | 988     | 218                | 684              | 86                   |
| Жінки    | 982     | 210                | 591              | 181                  |
| Разом    | 1970    | 428                | 1275             | 267                  |